# Hieracium acuminatifolium
Hieracium acuminatifolium là một loài thực vật có hoa trong họ Cúc. Loài này được (Litv. & Zahn) Üksip mô tả khoa học đầu tiên năm 1960.